# Публій Корнелій Лентул Спінтер (квестор)
Публій Корнелій Лентул Спінтер (лат. Publius Cornelius Lentulus Spinther, 72 до н. е. — 42 до н. е.) — політичний та військовий діяч Римської республіки, квестор 44 року до н. е.

## Життєпис
Походив з патриціанського роду Корнеліїв Лентулів. Син Публія Лентула Спінтера, консула 57 року до н. е.
У 57 році до н. е. оголошений повнолітнім і усиновлений представником роду Манліїв Торкватів, щоб отримати місце в колегії авгурів, де вже був присутній один Корнелій. У лютому 56 року до н. е. убрався в траур на знак протесту проти пропозиції Порція Катона позбавити його батька намісництва в Кілікії. Пізніше вирушив до батька в провінцію і перебував там до 53 року до н. е.
У громадянській війні підтримав Гнея Помпея. Після поразки при Фарсалі прибув до Олександрії і в 47 році до н. е. отримав прощення Гая Цезаря. У 45 році до н. е. розлучився з Цецилією Метеллою через її зраду.
Не брав участі у змові проти Цезаря, але після його загибелі у 44 році до н. е. видавав себе за одного з убивць, бажаючи розділити їх славу. У квітні 44 року до н. е. вирушив до Азії на посаді квестора Гая Требонія. У січні 43 року до н. е. Требоній був вбитий Публієм Корнелієм Долабеллою. Після цього Спінтер виїхав за допомогою до Македонії до Марка Брута, але повернувся в провінцію після відступу Долабелли до Сирії. По дорозі спробував отримати підтримку у родосців, але зустрів вороже прийняття. У Лікії частково захопив, частково розсіяв флот Долабелли і залучив на свій бік його кінноту. Після цього повернувся до управління провінцією на посаді проквестора пропретора. Надав допомогу грошима і військом Гаю Касію, який воював з Долабеллою в Сирії.
У 43-42 році до н. е. служив під командуванням Брута і Касія на посаді легата. Командував сухопутною армією, спрямованої Кассієм на Родос. За дорученням Брута підкорив лікійське місто Міри і стягнув з нього гроші. Брав участь у битві при Філіппах у 42 році до н. е., де потрапив у полон і був страчений.